# Simyra cretacea
Simyra cretacea là một loài bướm đêm trong họ Noctuidae.